# Zasada otwarte-zamknięte
Zasada otwarte-zamknięte (ang. Open/Closed principle) – jedna z zasad programowania mówiąca, że elementy systemu takie, jak klasy, moduły, funkcje itd. powinny być otwarte na rozszerzenie, ale zamknięte na modyfikacje.
Oznacza to, iż można zmienić zachowanie takiego elementu bez zmiany jego kodu. Jest to szczególnie ważne w środowisku produkcyjnym, gdzie zmiany kodu źródłowego mogą być niewskazane i powodować ryzyko wprowadzenia błędu. Program, który trzyma się tej zasady, nie wymaga zmian w kodzie, więc nie jest narażony na powyższe ryzyko.